# Baron Davis
Baron Davis (* 13. April 1979 in Santa Monica, Kalifornien) ist ein ehemaliger US-amerikanischer Basketballspieler, der zwischen 1999 und 2012 in der NBA aktiv war. Davis war während seiner Karriere in der NBA zweimaliger NBA All-Star und wurde einmal ins All-NBA Third Team gewählt. Zudem führte er die Liga zweimal in Steals an.

## Karriere

### 1999–2005
Davis wurde im NBA-Draft 1999 an dritter Stelle von den Charlotte Hornets ausgewählt. Vor seiner Profikarriere besuchte er die University of California in Los Angeles.
In seiner Zeit bei den Hornets wurde Davis 2002 und 2004 in das NBA All-Star Game eingeladen und erreichte zwischen 2000 und 2005 fünfmal die Playoffs. 2003/04 spielte er auch mit 22,9 Punkten 7,5 Assists, 4,3 Rebounds und 2,4 Steals pro Spiel die beste Saison seiner Karriere.

### Golden State Warriors (2005–2008)

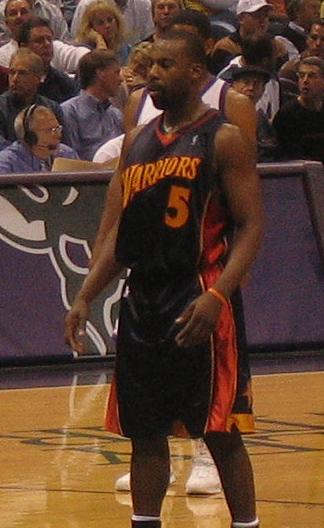
Davis im Trikot der Warriors (2005)

Während der Saison 2004/05 wurde Davis für Speedy Claxton und Dale Davis zu den Golden State Warriors transferiert. Bei den Warriors blieb der sportliche Erfolg zunächst aus.
Mit der Verpflichtung von Don Nelson als neuen Trainer, entwickelten die Warriors einen schnellen Basketball, der Davis zugutekam. Die Warriors erreichten somit 2007 die Playoffs, wo sie als achtplatzierte Mannschaft gegen die Dallas Mavericks spielten. Davis hatte dabei entscheidenden Anteil an der Erstrunden-Playoff-Niederlage der Dallas Mavericks um Dirk Nowitzki, die Davis’ Warriors mit 2 zu 4 Siegen unterlagen. Er führte sein Team grandios an, gestaltete das Spiel, spielte essentielle Pässe, machte regelmäßig 30 Punkte oder mehr und verteidigte sehr gut. In Spiel 5 zog sich Davis eine Muskelzerrung im Oberschenkel zu, was ihn dennoch nicht daran hinderte, in Spiel 6 wieder aufzutrumpfen und schließlich das Ausscheiden der Mavericks zu besiegeln. Trotz des Überraschungserfolg in der ersten Playoffrunde, kam in der zweiten Runde das Aus gegen die Utah Jazz. Am 18. Januar 2008 stellte Davis im Spiel gegen die Chicago Bulls, mit 40 Punkten seine Karrierebestleistung auf.

### Los Angeles Clippers (2008–2011)
Im Juli 2008 zog Baron Davis überraschend eine Ausstiegsoption, die sein Vertrag beinhaltete, und gab bekannt, die Golden State Warriors verlassen zu wollen und zu den Los Angeles Clippers zu wechseln, wo er Ende Juli dann einen Vertrag unterschrieb. Davis wollte zusammen mit Elton Brand spielen. Nach seiner Vertragsunterzeichnung unterschrieb Brand jedoch bei den Philadelphia 76ers. Davis konnte bei den Clippers nicht mehr an seine guten Leistungen aus Warriorszeiten anknüpfen und verpasste 2009 und 2010 die Playoffs mit den Clippers.

### Seit 2011
Am 24. Februar 2011 wurde er im Austausch für Mo Williams an die Cleveland Cavaliers transferiert. Die Cavaliers nutzten die Amnestieklausel in dem neuen NBA Tarifvertrag und entließen ihn vor der Saison 2011/2012.
Davis unterschrieb daraufhin einen Vertrag bei den New York Knicks. Dort sollte er neben Carmelo Anthony, Tyson Chandler und Amar'e Stoudemire dafür sorgen, dass die Knicks um die Meisterschaft mitspielen. Nachdem er sich von einer Verletzung erholt hatte, wurde Davis in die Starting Five der Knicks beordert. Dort ersetzte er den verletzten Jeremy Lin. Die Knicks schafften es in die Playoffs und trafen in der ersten Runde auf die Miami Heat. Im 4. Spiel der Serie riss er sich das Kreuzband sowie die Patellarsehne im rechten Knie und musste rund ein Jahr pausieren.

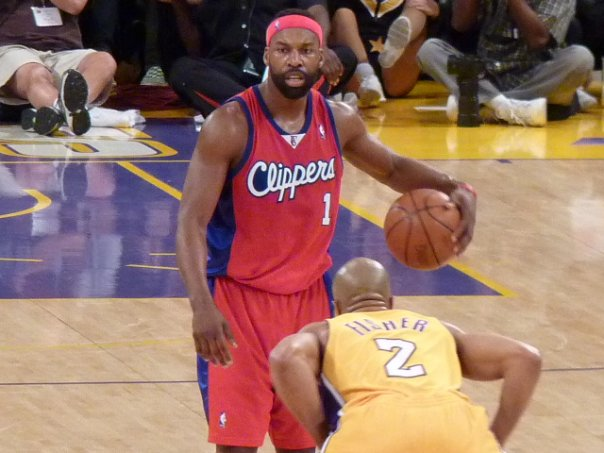
Davis am Ball, verteidigt von Derek Fisher

Danach folgten mehrere Comeback-Versuche von Davis, die jedoch scheiterten. Zuletzt spielte Davis in der NBA-Entwicklungsliga D-League für die Delaware 87ers.

## Spielweise
Baron Davis war zu Beginn seiner Profilaufbahn für seinen aggressiven Spielstil bekannt. Nachdem er in seiner Anfangszeit oft den Korb attackierte, entwickelte er sich in der Folge immer mehr zum klassischen Point Guard. Später gab er, wie von einem Aufbauspieler erwartet, vermehrt Assists, war ein guter Balldieb und fand sich auch in den Reboundstatistiken der Pointguards unter den vorderen Plätzen.

## Persönliches
Neben dem Basketball ist Baron Davis auch als Filmproduzent tätig.
Baron Davis spielte für die Crossroads Highschool eine Privatschule in Santa Monica, nachdem der Trainer der Santa Monica Highschool in ihm kein Potential sah und ihn nicht in das Schulteam aufnahm.
Im Jahr 2012 spielte Davis im Film Der Chaos-Dad (Originaltitel: That's My Boy) in einer Gastrolle einen Sportlehrer.

## Filmografie
- 2012: Vesuvius (Kurzfilm)
- 2012: Silent Terror (Miniserie)
- 2015: The Drew: No Excuse, Just Produce
- 2023: Young. Wild. Free.